# Katsuhiko Sasaki
Katsuhiko Sasaki (jap. 佐々木 勝彦 Sasaki Katsuhiko; ur. 24 grudnia 1944 w Tokio) – japoński aktor i seiyū, udzielający również głosu w dubbingu.
Jest synem aktora Minoru Chiakiego, znanego z występów w filmach Akiry Kurosawy.
Dubbingował takich aktorów jak Robert De Niro i Alec Baldwin.

## Wybrana filmografia

### Role aktorskie
- 1973: Godzilla kontra Megalon – Gorō Ibuki
- 1975: Powrót Mechagodzilli – Akira Ichinose
- 1989: Godzilla kontra Biollante – żołnierz
- 1991: Godzilla kontra Król Ghidorah – profesor Mazaki

### Role wanime
- 2004: Monster – Hennig
- 2006: Black Lagoon – Masahiro Takenaka
- 2009: Golgo 13 – Baker
- 2014: Yona w blasku świtu – Son Mun-deok